# Purba Lamo
Purba Lamo is een bestuurslaag in het regentschap Mandailing Natal van de provincie Noord-Sumatra, Indonesië. Purba Lamo telt 347 inwoners (volkstelling 2010).